# Poet-Artist
Poet-Artist (срп. Песник/уметник) је други и последњи студијски албум јужнокорејског певача Кима Џонг-Хјуна, објављен постхумно након његове изненадне смрти 2018. године.

## Списак песама
| №   | Назив                                                       | Трајање |  |
| 1.  | Shinin’ (빛이 나) - Сијати                                  |         |  |
| 2.  | Only One You Need (환상통) - Једини који ти је потребан     |         |  |
| 3.  | #Hashtag (와플) - Хаштаг                                    |         |  |
| 4.  | Grease (기름때) - Бриљантин                                 |         |  |
| 5.  | Take The Dive - Зарони                                      |         |  |
| 6.  | Sightseeing (사람 구경 중) - Разгледање знаменитости        |         |  |
| 7.  | Rewind - Премотај                                           |         |  |
| 8.  | Just For A Day (하루만이라도) - Само на један дан           |         |  |
| 9.  | I’m So Curious (어떤 기분이 들까) - Ја сам тако радознао    |         |  |
| 10. | Sentimental - Сентименталан                                 |         |  |
| 11. | Before Our Spring (우린 봄이 오기 전에) - Пре нашег пролећа |         |  |